# Війна за незалежність Естонії

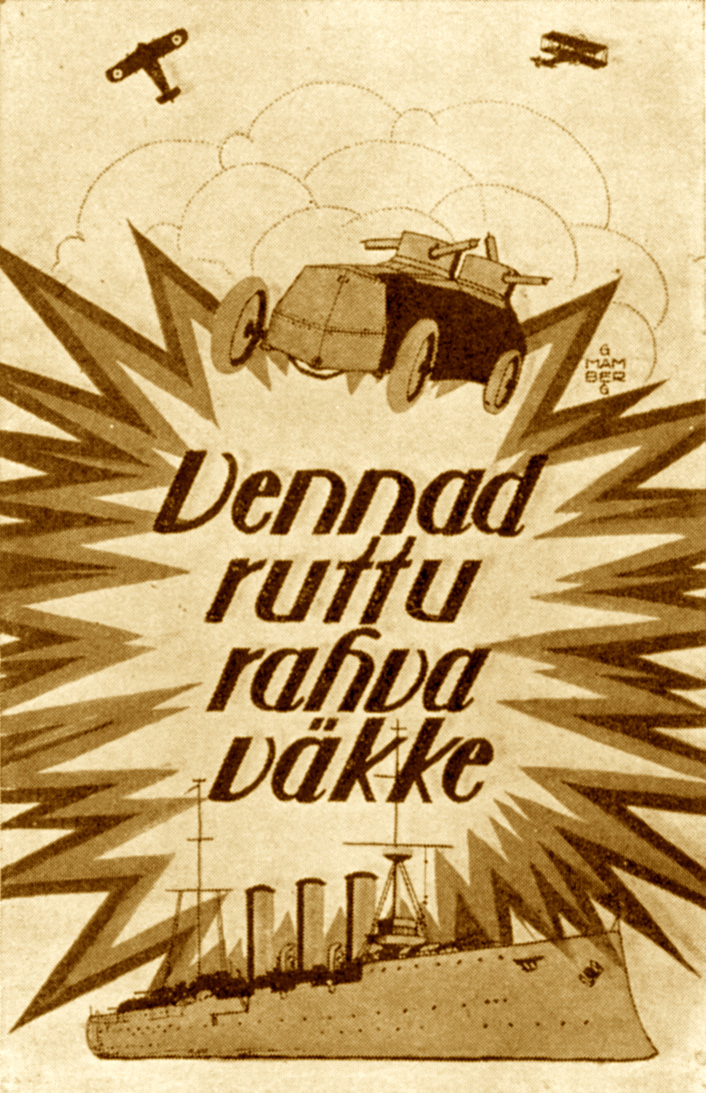
«Браття, вступайте до національного війська!» — естонський плакат 1918 року

Війна за незалежність Естонії (ест. Vabadussõda — «Визвольна війна»; естонсько-більшовицька війна) — війна між Естонією та РРФСР у 1918–1920 рр.

## Історичне тло
Восени 1917 завершилися вибори до парламенту (Тимчасової земської ради) Естонської автономної губернії, утвореної рішенням Тимчасового уряду Росії. Внаслідок більшовицького перевороту в листопаді 1917 всі органи автономної влади були ліквідовані і почалося переслідування представників демократичних партій.
Використовуючи сприятливе міжнародне становище, коли червона армія відступала, а німецькі війська ще не зайняли територію Естонії, підпільний автономний парламент 24 лютого 1918 проголосив незалежність країни та сформував тимчасовий уряд. Проте вже 25 лютого до Таллінна вступили німецькі війська, ставлячи цим хрест на сподіваннях естонських самостійників.

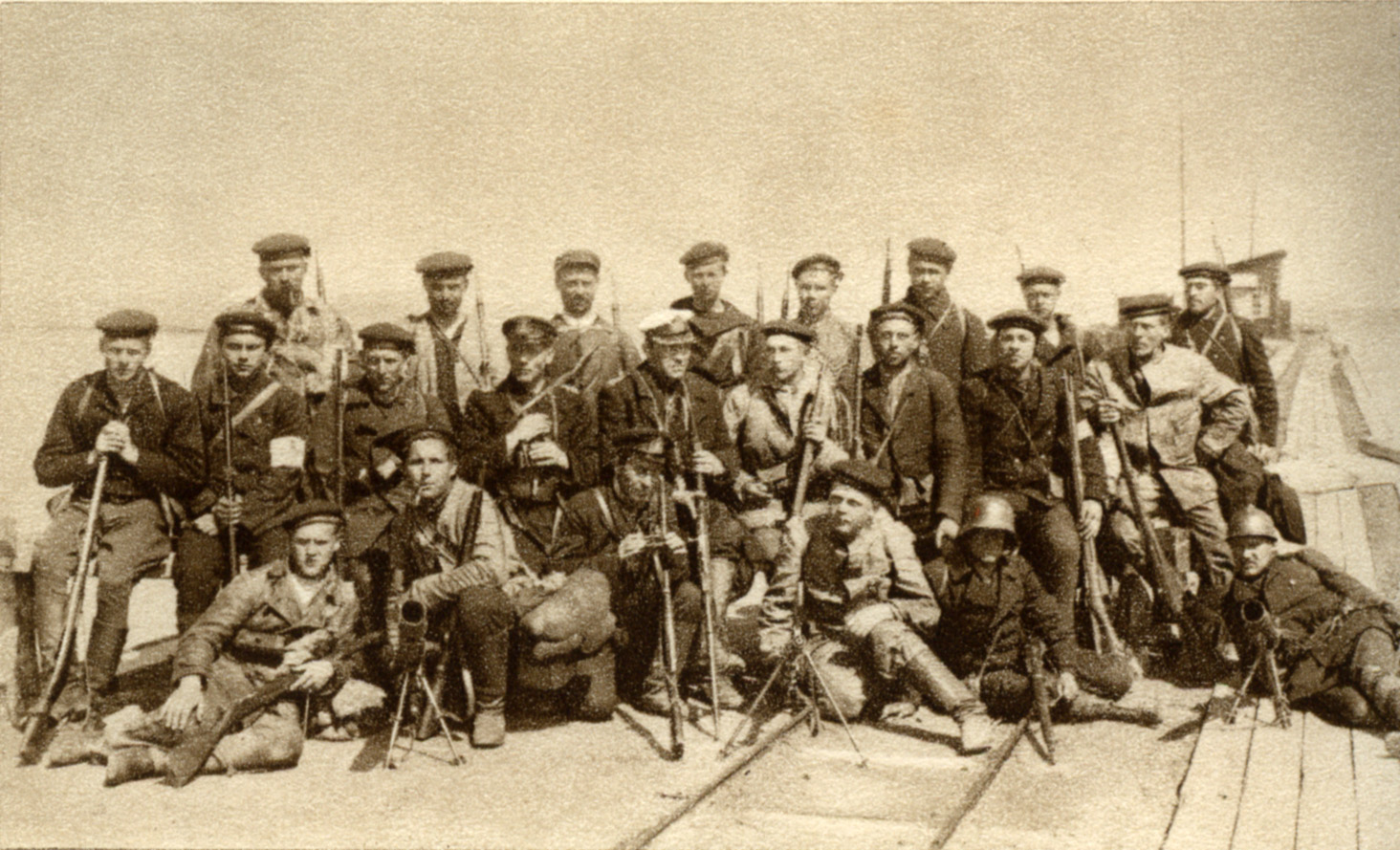
Естонські моряки з ескадреного міноносця Vambola, 1919

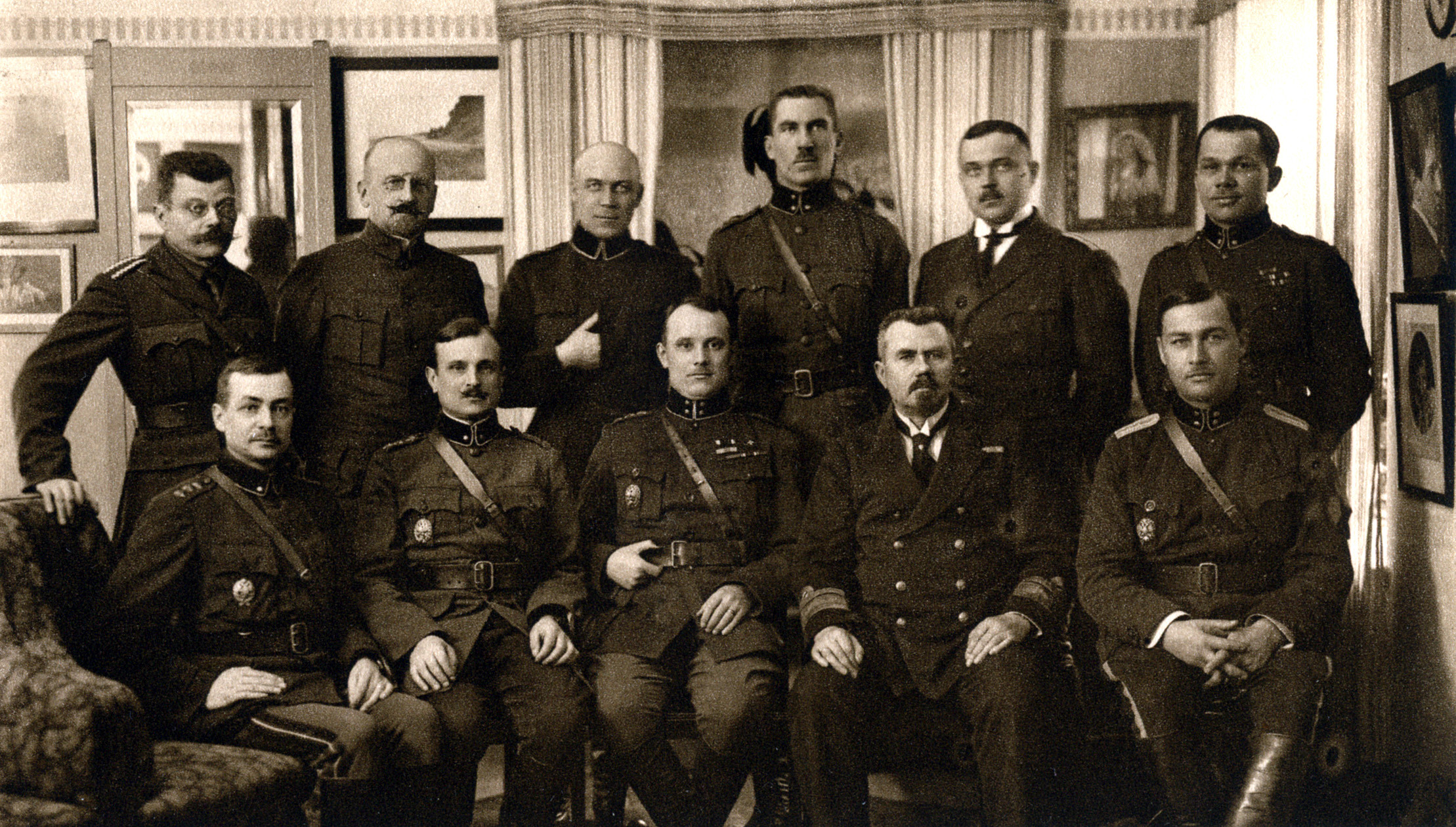
Штаб естонської армії, 1920

Після капітуляції Німеччини в листопаді 1918 р. тимчасовий уряд Естонії відновив свою діяльність, але через кілька днів удар по молодій республіці завдали війська РРФСР.

## Воєнні дії

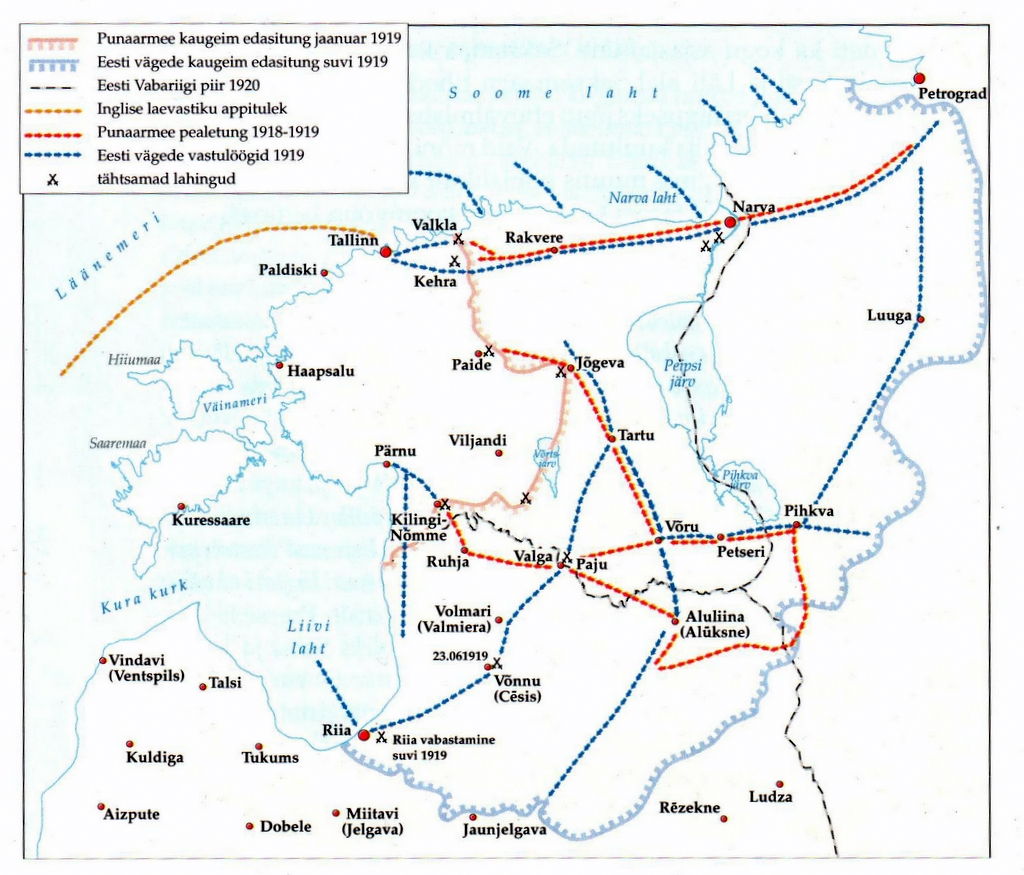
Мапа воєнних дій

Перші російські удари по Нарві 22 листопада 1918 прийняли на себе відступаючі німецькі війська, які підтримувалися щойно сформованими естонськими загонами. 29 листопада Червона армія здобула Нарву, а більшовики утворили в місті окупаційну владу під назвою «Естонська Трудова Комуна» (Eesti Töörahva Kommuun).
Радянські війська були за 34 км від Таллінна. Але наступ червоних було зупинено завдяки підтримці британського експедиційного корпусу, який з боку Балтійського моря прикривали судна Королівського флоту. У січні 1919 року естонські війська під проводом Йохана Лайдонера, що підтримувалися добровольцями з Фінляндії, Швеції та Данії, перейшли у контрнаступ і вибили червоні війська з території Естонії.
Естонські війська зайняли північ Латвії, що стало причиною конфлікту з німецькою окупаційною владою цієї країни. 23 червня 1919 біля Цесіса естонці вступили в бій з німецьким ландвером, що підтримувався добровольчими загонами балтійських німців. До сьогодні річницю цієї битви в Естонії відзначають як День перемоги.
13 травня 1919 естонські війська, що підтримувалися російськими білогвардійцями, добровольцями дансько-балтійського допоміжного корпусу, завдали удару по території РСФРР, провівши на зайнятих теренах запис добровольців до білої армії. Але невдовзі більшовики повернули втрачені території.
28 вересня почався черговий наступ естонських військ спільно з російськими білогвардійцями (останніми командував генерал Микола Юденич), за підтримки суден британського флоту. Війська підійшли на відстань 15 км до Петрограду, але змушені були відступити під загрозою більшовицького заколоту у своїх тилах. 3 січня 1920 було підписано перемир'я.

## Мир
2 лютого 1920 Естонія і РСФРР підписали в Тарту мирний договір, яким де-юре визнано незалежність Естонії.

## Відображення в мистецтві
- Імена в мармурі (фільм)